# Monasterio de Qozhaya
San Antonio el Grande de Qozhaya (en árabe: Mar Antonios al-Kabir; دير مار أنطونيوس قزحيا) es un monasterio del distrito de Zgharta (región norte de Líbano), situado en una zona montañosa y boscosa, a 950 m s. n. m. Pertenece a la Iglesia católica maronita.
Se piensa comúnmente que las primeras edificaciones fueron construidas a lo largo del siglo IV, y que Qozhaya significa El tesoro de la vida. Aunque fue destruido varias veces, aún quedan vestigios arqueológicos del siglo VII, además de algunos manuscritos, el más antiguo un documento de cocina del año 1000.
Entre 1708 y 1723 fue la sede de la Orden Libanesa Maronita.
El monasterio de Qozhaya forma parte del conjunto patrimonial denominado Valle Santo (Uadi Qadisha) y Bosque de los cedros de Dios (Horsh Arz Al Rab) que fue declarado Patrimonio de la Humanidad por la Unesco en 1998.